# Plagiogyria egenolfioides
Plagiogyria egenolfioides är en ormbunkeart som först beskrevs av Bak., och fick sitt nu gällande namn av Edwin Bingham Copeland. Plagiogyria egenolfioides ingår i släktet Plagiogyria och familjen Plagiogyriaceae.

## Underarter
Arten delas in i följande underarter:
- P. e. decrescens
- P. e. latipinna
- P. e. sumatrana